# 米内山義一郎
米内山 義一郎（よないやま ぎいちろう、1909年（明治42年）11月4日 - 1992年（平成4年）10月5日）は、昭和から平成初期の農民運動家、社会運動家、政治家。衆議院議員、青森県上北郡浦野舘村長。

## 経歴
青森県上北郡浦野舘村（上北町を経て現東北町）で、歯科医師・米内山健助、ミキの長男として生まれる。1923年（大正12年）4月、青森県立青森中学校（現青森県立青森高等学校）に入学。同級に津島修治（太宰治）、阿部合成らがいた。
1926年（大正15年）10月、青森中学校を中退して帰郷し青年団活動に従事。1927年（昭和2年）6月、社会民衆党に入党し小作争議に加わる。1928年（昭和3年）全国農民組合青森県連合会の創立に加わり執行委員に就任し、上北地方の農民運動を指導した。1930年（昭和5年）六ヶ所村の農地125町歩を小作農民に解放した。1932年（昭和7年）凶作で身売りされた婦女子を買い戻す「身売り防止運動」に尽力。農民の生活向上のため1931年（昭和6年）上野産業組合を設立し組合長となるが、1938年（昭和13年）3月に当局からの弾圧を受けて組合長を解任された。日本を離れ満州国に活動の地を求めたが、1941年（昭和16年）1月、実際には存在しなかった「満州国開拓地赤化陰謀事件」で治安維持法違反により検挙され、青森県内の監房を2年間転々として拘留され、1942年（昭和17年）2月に不起訴のまま釈放された。
1945年（昭和20年）10月、青森県社会党が結成されて入党。同年11月、浦野舘村長に就任し、農地改革を推進した。1951年（昭和26年）4月、青森県議会議員に選出されたが、1952年（昭和27年）3月の県議会定例会での質問の中で、同僚議員を中傷したとの理由で除名処分を受け、法廷で争われた結果、除名処分が取消され1953年（昭和28年）1月県議に復帰した（米内山事件）。
1963年（昭和38年）11月の第30回衆議院議員総選挙に青森県第1区から日本社会党公認で出馬して初当選し、以後、第31回、第33回総選挙で再選され、衆議院議員に通算3期在任した。この間、社会党海外移住対策特別委員会事務局長、同出稼対策委員会事務局長、同水産対策副委員長、同「むつ」対策特別副委員長などを務めた。
その後、むつ小川原開発計画に対して反対運動を行い、青森県知事北村正哉個人を被告としてむつ小川原港「漁業補償金のうち、百億円は違法であり、県にたいして支払え」（米内山訴訟）との訴訟を起こして法廷闘争を行い、1989年（平成元年）7月に最高裁で上告棄却の判決を受けた。

## 政界歴
- 1927年（昭和2年）6月 - 社会民衆党入党[2]
- 1929年（昭和4年）- 日本労農党入党[2]
- 1930年（昭和5年）- 日本大衆党入党[2]
- 1934年（昭和9年）11月 - 浦野舘村会議員補欠選挙 落選[8]
- 1935年（昭和10年）4月 - 浦野舘村会議員選挙 落選[8]
- 1945年（昭和20年）
  - 10月 - 青森県社会党結成 入党[10]
  - 11月 - 第13代浦野舘村長就任[10]
- 1947年（昭和22年）4月 - 第23回衆議院議員総選挙・青森県第1区 次点[10]
- 1949年（昭和24年）1月 - 第24回衆議院議員総選挙・青森県第1区 次点[14]
- 1950年（昭和25年）11月 - 青森県知事選挙 落選
- 1951年（昭和26年）4月 - 青森県議会議員選挙 初当選[11]
- 1952年（昭和27年）3月 - 青森県議会での発言より県議の除名処分を受ける[11]。
- 1953年（昭和28年）1月 - 除名議決取消の判決を受け県議に復帰[11]。
- 1954年（昭和29年）11月 - 青森県知事選挙 落選[11]
- 1955年（昭和30年）4月 - 青森県議会議員選挙 当選（2期目）[11]
- 1958年（昭和33年）5月 - 第28回衆議院議員総選挙・青森県第1区 落選[11][12]
- 1960年（昭和35年）11月 - 第29回衆議院議員総選挙・青森県第1区 落選[12][15]
- 1963年（昭和38年）11月 - 第30回衆議院議員総選挙・青森県第1区 初当選[12][15]
- 1967年（昭和42年）1月 - 第31回衆議院議員総選挙・青森県第1区 当選（2期目）[12][15]
- 1969年（昭和44年）12月 - 第32回衆議院議員総選挙・青森県第1区 落選[12][15]
- 1971年（昭和46年）1月 - 青森県知事選挙 落選[15]
- 1972年（昭和47年）12月 - 第33回衆議院議員総選挙・青森県第1区 当選（3期目）[16][17]
- 1976年（昭和51年）12月 - 第34回衆議院議員総選挙・青森県第1区 落選[16][17]
- 1979年（昭和54年）8月 - 日本社会党離党[16]

## 伝記
- 小川原巨大開発に反対し米内山訴訟を支援する会編『米内山義一郎の思想と軌跡 : 時を超えて… : むつ小川原開発との闘い』小川原巨大開発に反対し米内山訴訟を支援する会、1999年。
- 米内山義一郎生誕100年記念誌編集委員会編『米内山義一郎の生き方 : 今に生きる我々の糧に : 米内山義一郎生誕100年記念誌』米内山義一郎生誕100年記念誌編集委員会、2010年。